# Stazione di Homel'
La stazione di Homel' (Гомель (станцыя) in bielorusso) è una delle principali stazioni ferroviarie del sud-est della Bielorussia.

## Storia
La stazione fu aperta al traffico nel 1873 e rifatta nel 1890. Distrutta durante la seconda guerra mondiale, venne ricostruita nel secondo dopoguerra.